# Ferdinand Adams
Ferdinand Eloy Adams (Berchem, 1903. május 3. – Anderlecht, 1992.) belga válogatott labdarúgó.
A belga válogatott tagjaként részt vett az 1930-as világbajnokságon.

## Külső hivatkozások
- Ferdinand Adams a FIFA.com honlapján Archiválva 2015. február 5-i dátummal a Wayback Machine-ben